# Berthillon
Pour l’article ayant un titre homophone, voir Bertillon.
Berthillon est une entreprise de l'agroalimentaire spécialisée dans la  fabrication de glace. Cette société est installée 31 rue Saint-Louis-en-l'Île dans l'île Saint-Louis à Paris.

## Historique
L'entreprise est fondée par Raymond Berthillon. Né le 9 décembre 1923 à Fleury-la-Vallée (Yonne) et mort le 9 août 2014, ce fils de boulangers commence par exercer le métier de ses parents de 1940 à 1946 à Nitry, de 1946 à 1949 à Courbevoie, et enfin de 1949 à 1954 dans le 14e arrondissement de Paris. C'est alors qu'il abandonne ce métier, lorsque sa belle-mère lui demande de venir l'aider au café-hôtel « Le Bourgogne » que la famille tient depuis 1928. Il en fait par la suite un glacier après avoir remis en marche une vieille turbine à glace,.
L'entreprise est citée en 1961 par les journalistes Gault et Millau, qui mentionnent le glacier dans leur « Guide de Paris » ; ils titrent dans Paris-Presse : « L'étonnant glacier qui se cache dans un bistrot de l'île Saint-Louis ».
Berthillon reste aujourd’hui une entreprise familiale. Les crèmes glacées, les sorbets, la nougatine, le caramel sont fabriqués dans une unité de transformation située derrière la boutique. En revanche, elle dispose aujourd'hui d'un réseau d'une centaine de revendeurs en Île-de-France. Ils distribuent les produits de l'entreprise, notamment lors des fermetures annuelles, consacrées à la fabrication des glaces, en particulier de fin juillet à fin août. La société a également ouvert un salon de thé, contigu à la boutique principale.

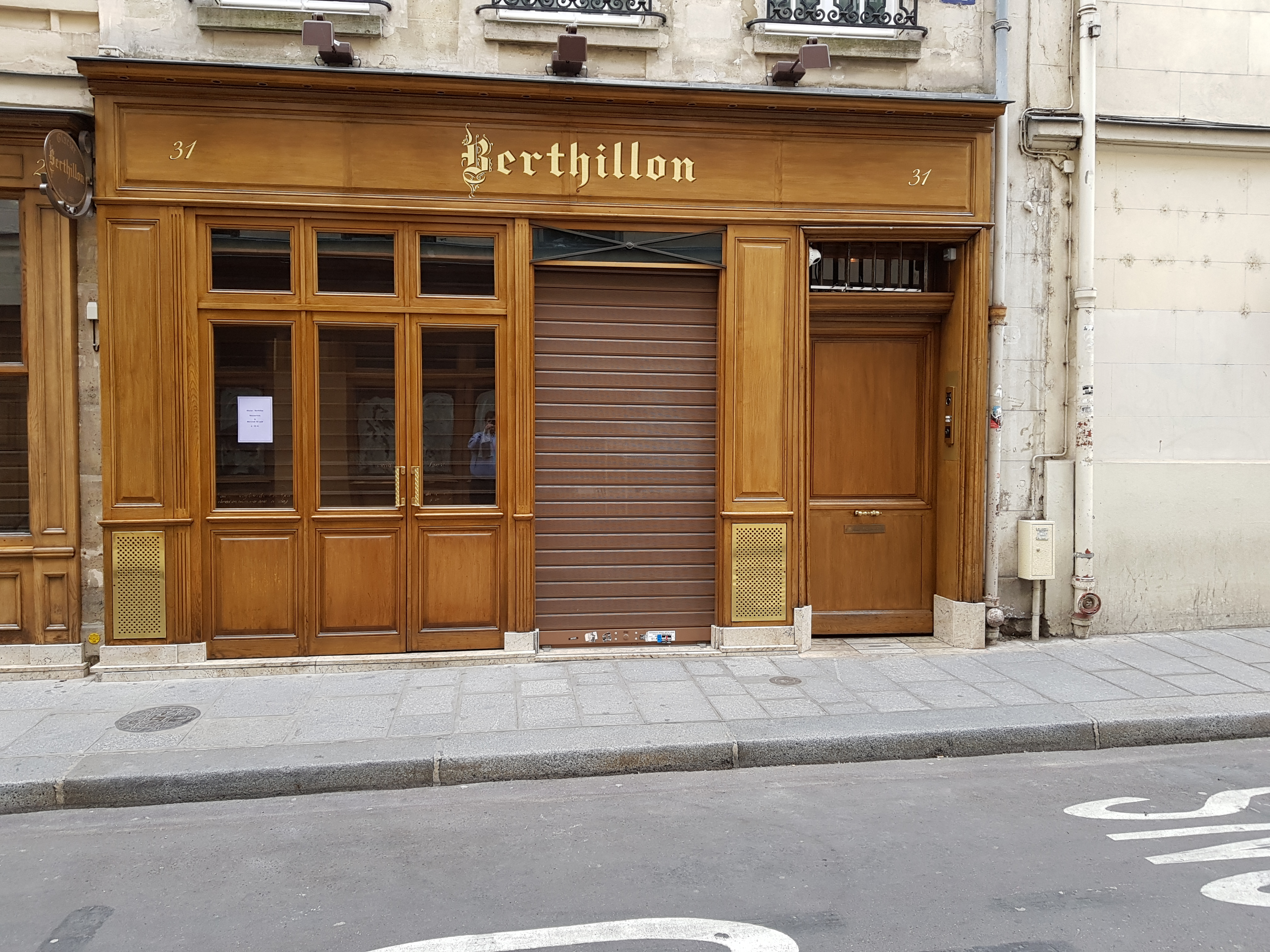
Le magasin (no 31).
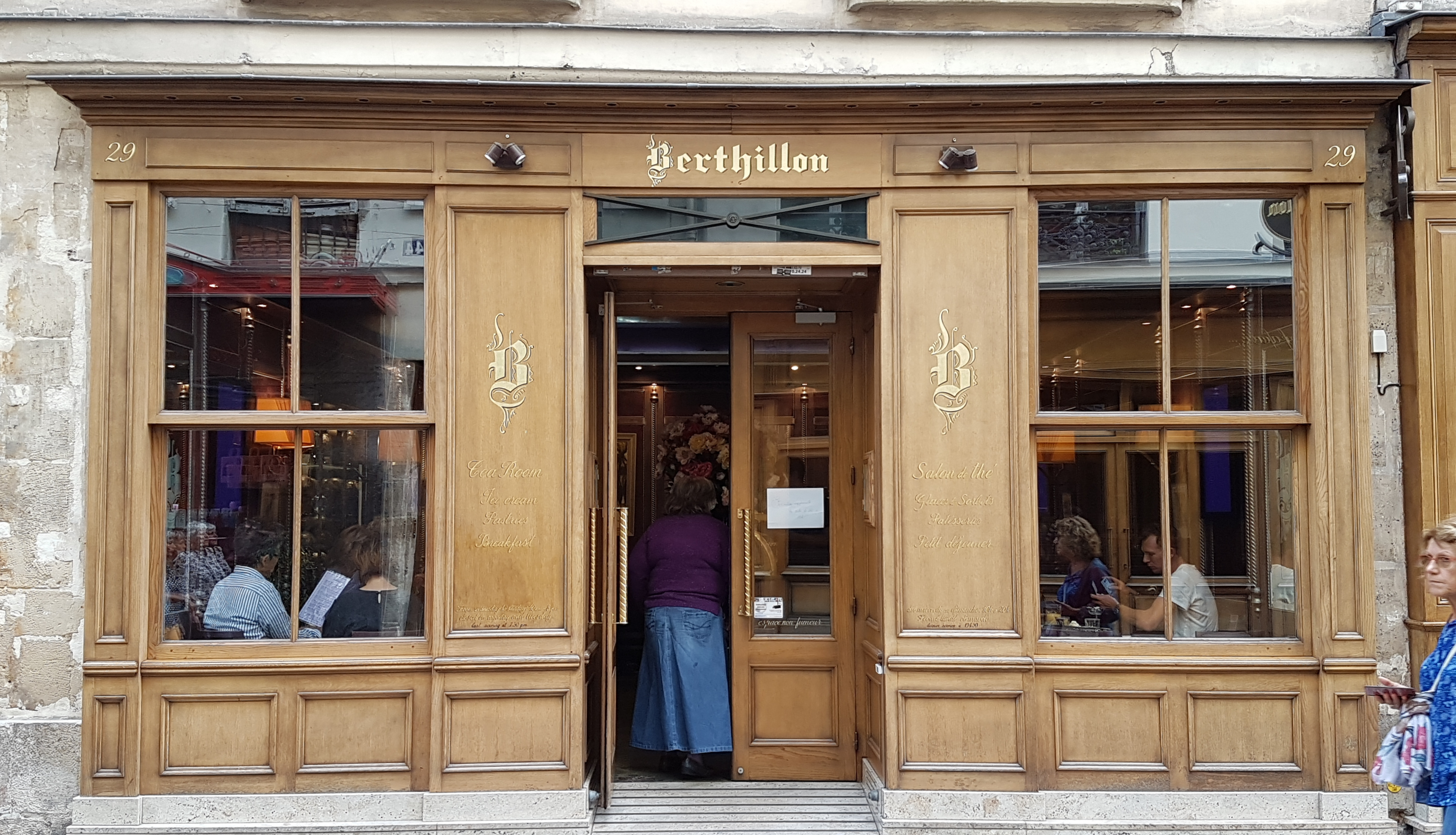
Le salon de thé (no 29).

## Spécialités et renommée
Sur les quatre-vingt-dix parfums, trente à quarante sont au menu chaque jour, pour lesquels la fabrication se limite intentionnellement à mille litres.
Selon le guide The Ten Best of Everything, The Ultimate Guide for Travelers de Nathaniel Lande (en), Berthillon « fait partie des dix meilleurs glaciers au monde ». La boutique attire de nombreux touristes ainsi que des célébrités résidentes de l'île Saint-Louis.
Cette entreprise achète et transforme des produits agricoles ou de cueillette, en excluant les conservateurs, sirop de glucose[réf. nécessaire], édulcorants ou acidifiants autres que les fruits acides comme le citron.
La composition des sorbets se résume ainsi : fruit (de 30 à 70 % de fruits) sirop (eau, saccharose). Les crèmes glacées sont à base de lait, de crème, d'œufs, de sucre, de fruits.
Depuis un demi-siècle, les spécialités de ce glacier sont le sorbet aux fraises des bois et la crème glacée aux marrons glacés.